# Viozan
Viozan ist eine französische Gemeinde mit 94 Einwohnern (Stand 1. Januar 2022) im Département Gers in der Region Okzitanien. Sie gehört zum Arrondissement Mirande und zum Kanton Mirande-Astarac. 
Sie wird umgeben von den Nachbargemeinden Sauviac im Norden, Lagarde-Hachan im Osten, Aujan-Mournède im Südosten, Saint-Ost im Süden, Sainte-Aurence-Cazaux im Südwesten und Montaut im Westen.

## Bevölkerungsentwicklung
| Jahr                       | 1962 | 1968 | 1975 | 1982 | 1990 | 1999 | 2008 | 2016 |
| -------------------------- | ---- | ---- | ---- | ---- | ---- | ---- | ---- | ---- |
| Einwohner                  | 128  | 131  | 130  | 134  | 118  | 114  | 123  | 110  |
| Quellen: Cassini und INSEE |      |      |      |      |      |      |      |      |